# Stoupání
Stoupání resp. klesání vyjadřuje geometrický sklon úseku cesty (silnice, kolejí apod.). Je to poměr mezi přírůstkem resp. úbytkem výšky a odpovídající vodorovnou vzdáleností. Rovná se tangens úhlu stoupání resp. klesání, což je úhel mezi vodorovnou rovinou a cestou. Pro technické účely je udáváno v procentech (dopravní značení) nebo v promile (železnice).

## Technický význam

Stoupání (převýšení) je možno vyjádřit jako úhel α (ve stupních nebo radiánech), případně v procentech či promile. Vodorovný průmět d lze změřit v mapě a platí pro něj. Délku trati l lze vyjádřit ze vztahu.

Označíme-li {\textstyle \alpha } úhel mezi vodorovnou rovinou a úsekem cesty, pak tangens {\textstyle \alpha } je roven stoupání. Stoupání lze proto spočítat pohledem na mapu (změřením vzdálenosti na mapě a spočtením převýšení pomocí vrstevnic).
Například stoupání 5 % odpovídá úhlu přibližně 2,86°, protože {\textstyle \tan 2,86^{\circ }=0,05}. Stoupání 100 % odpovídá úhlu 45°. Touto hodnotou však není stoupání omezeno, například stoupání 200 % by odpovídal úhel 63,4°. Pokud se sklon blíží 90°, hodnota stoupání roste nade všechny meze. 

### Silniční doprava
Stoupání 5 % znamená, že ujde-li cestovatel vodorovnou vzdálenost 100 metrů, vystoupá přitom o 5 výškových metrů (5 setin ze 100 metrů, protože {\displaystyle 0,05\cdot 100=5}). Vzdálenost, kterou přitom ujde, bude o něco delší než zmíněných 100 metrů (viz Pythagorova věta). Při cestě v opačném směru by o stejný počet výškových metrů poklesl.
Stoupání (či klesání) je v procentech uváděno na dopravních značkách u silnic. V silniční dopravě se stoupání či klesání větší než 10 %[zdroj?] považuje za nebezpečné a označuje se výstražnou dopravní značkou A05a „Nebezpečné klesání“ či A05b „Nebezpečné stoupání“.

### Železnice
Na železnici je stoupání nebo klesání udáváno v promile, protože není možné používat příliš velký sklon trati. Při stoupání 5 ‰ by lokomotiva na 100 metrech vystoupala 0,5 výškového metru (5 tisícin ze 100 metrů, protože {\displaystyle 0,005\cdot 100=0,5}, což je 50 cm, resp. 500 mm). Převýšení trati je algebraický součet stoupání a klesání přes všechny úseky trati, přičemž klesání se počítá se záporným znaménkem.
Strojvedoucího o sklonu trati informuje sklonovník; na tratích Správy železnic jen tehdy, pokud je sklon větší než 5 ‰. V tramvajové dopravě v Praze platí zvláštní bezpečnostní pravidla pro trať se sklonem 80 ‰, ta je vybavená silniční dopravní značkou nebezpečného stoupání/klesání, speciální světelnou signalizací zajišťující rozestup vlaků a zastavení kolizní silniční dopravy a ve směru dolů též bezpečnostním zastavovacím místem před začátkem strmého úseku.

## Převod mezi stoupáním a úhlem stoupání
| Stoupání | Stoupání | Stoupání | Úhel stoupání α |
| promile  | procenta | tg α     | stupně          |
| -------- | -------- | -------- | --------------- |
| 0 ‰      | 0,0 %    | 0,000    | 0,00°           |
| 5 ‰      | 0,5 %    | 0,005    | 0,29°           |
| 10 ‰     | 1,0 %    | 0,010    | 0,57°           |
| 15 ‰     | 1,5 %    | 0,015    | 0,86°           |
| 20 ‰     | 2,0 %    | 0,020    | 1,15°           |
| 25 ‰     | 2,5 %    | 0,025    | 1,43°           |
| 30 ‰     | 3,0 %    | 0,030    | 1,72°           |
| 35 ‰     | 3,5 %    | 0,035    | 2,00°           |
| 40 ‰     | 4,0 %    | 0,040    | 2,29°           |
| 45 ‰     | 4,5 %    | 0,045    | 2,58°           |
| 50 ‰     | 5,0 %    | 0,050    | 2,86°           |
| 55 ‰     | 5,5 %    | 0,055    | 3,15°           |
| 60 ‰     | 6,0 %    | 0,060    | 3,43°           |
| 65 ‰     | 6,5 %    | 0,065    | 3,72°           |
| 70 ‰     | 7,0 %    | 0,070    | 4,00°           |
| 75 ‰     | 7,5 %    | 0,075    | 4,29°           |
| 80 ‰     | 8,0 %    | 0,080    | 4,57°           |
| 85 ‰     | 8,5 %    | 0,085    | 4,86°           |
| 90 ‰     | 9,0 %    | 0,090    | 5,14°           |
| 95 ‰     | 9,5 %    | 0,095    | 5,43°           |
| 100 ‰    | 10 %     | 0,10     | 5,71°           |
| 110 ‰    | 11 %     | 0,11     | 6,28°           |
| 120 ‰    | 12 %     | 0,12     | 6,84°           |
| 130 ‰    | 13 %     | 0,13     | 7,41°           |
| 140 ‰    | 14 %     | 0,14     | 7,97°           |
| 150 ‰    | 15 %     | 0,15     | 8,53°           |
| 160 ‰    | 16 %     | 0,16     | 9,09°           |
| 170 ‰    | 17 %     | 0,17     | 9,65°           |
| 180 ‰    | 18 %     | 0,18     | 10,20°          |
| 190 ‰    | 19 %     | 0,19     | 10,76°          |
| 200 ‰    | 20 %     | 0,20     | 11,31°          |
| 250 ‰    | 25 %     | 0,25     | 14,04°          |
| 300 ‰    | 30 %     | 0,30     | 16,70°          |
| 350 ‰    | 35 %     | 0,35     | 19,29°          |
| 400 ‰    | 40 %     | 0,40     | 21,80°          |
| 450 ‰    | 45 %     | 0,45     | 24,23°          |
| 500 ‰    | 50 %     | 0,50     | 26,57°          |
| 550 ‰    | 55 %     | 0,55     | 28,81°          |
| 600 ‰    | 60 %     | 0,60     | 30,96°          |
| 650 ‰    | 65 %     | 0,65     | 33,02°          |
| 700 ‰    | 70 %     | 0,70     | 34,99°          |
| 750 ‰    | 75 %     | 0,75     | 36,87°          |
| 800 ‰    | 80 %     | 0,80     | 38,66°          |
| 850 ‰    | 85 %     | 0,85     | 40,36°          |
| 900 ‰    | 90 %     | 0,90     | 41,99°          |
| 950 ‰    | 95 %     | 0,95     | 43,53°          |
| 1 000 ‰  | 100 %    | 1,0      | 45,00°          |
| 1 500 ‰  | 150 %    | 1,5      | 56,31°          |
| 2 000 ‰  | 200 %    | 2,0      | 63,43°          |
| 3 000 ‰  | 300 %    | 3,0      | 71,57°          |
| 5 000 ‰  | 500 %    | 5,0      | 78,69°          |
| 10 000 ‰ | 1 000 %  | 10,0     | 84,29°          |
| —        | —        | —        | 90,00°          |

{\displaystyle {radiany}=\arctan({promile}/1000)=\arctan({procenta}/100)}
{\displaystyle {stupne}=180*{radiany}/\pi }
{\displaystyle {promile}=\tan({radiany})*1000=\tan(\pi *{stupne}/180)*1000}
{\displaystyle {procenta}=\tan({radiany})*100=\tan(\pi *{stupne}/180)*100}